# Ichthyapus
Ichthyapus es un género de peces anguiliformes de la familia Ophichthidae, descrito por primera vez en 1847 por Charles N. F. Brisout.

## Especies
De acuerdo con el Registro Mundial de Especies Marinas, se reconocen las siguientes especies:
- Ichthyapus acuticeps (Barnard, 1923)
- Ichthyapus insularis McCosker, 2004
- Ichthyapus omanensis (Norman, 1939)
- Ichthyapus ophioneus (Evermann & Marsh, 1900)
- Ichthyapus platyrhynchus (Gosline, 1951)
- Ichthyapus selachops (Jordan & Gilbert, 1882)
- Ichthyapus vulturis (Weber & de Beaufort, 1916)